# San Paolo di Civitate
San Paolo di Civitate est une commune italienne de la province de Foggia dans la région des Pouilles.
C'est sur son territoire que se trouve la ville antique de Teanum Apulum.

## Histoire

### Antiquité
La première colonie sur le territoire de San Paolo di Civitate remonte au Ier millénaire av. J.-C., lorsque les populations dauniennes fondèrent l'importante colonie de Tiati (ou Teate). Conquise par les Romains en 318 av. J.-C., Tiati prit le nom de Teanum Apulum et devint un municipe doté d'une autonomie administrative.
En 207 av. J.-C., partit de Teanum la contre-offensive romaine dirigée par le consul Gaius Claudius Nero contre l'armée carthaginoise d'Hasdrubal Barca, venu en aide à son frère Hannibal, vaincu et tué à la bataille du Métaure.
À l'époque impériale, Teanum fut rebaptisée Civitate. Après la chute de l'Empire romain d'Occident, elle connut la succession de diverses dominations byzantines, lombardes et normandes et devint au XIe siècle un siège épiscopal.

### Période normande
En 1043, le Parlement général des barons lombards et normands fonda la baronnie de Civitate, vassale du comté des Pouilles. Le premier comte fut Gualtiero, chevalier normand apparenté à la famille des Hauteville, héros de la bataille de Montepeloso livrée en 1041. La baronnie comprenait la ville fortifiée de Civitate et une partie de la Capitanata.
Le 18 juin 1053 y eut lieu la bataille de Civitate, opposant les Normands d'Italie dirigés par les comtes Onfroi d'Apulie et Richard d'Aversa à une armée coalisée de Suèves, d'Italiens et de Lombards réunis par le pape Léon IX et de l'empereur germanique Henri III le Noir. Léon IX sera capturé dans Civitate par les Normands et emprisonné.
À la mort de Gautier/Gualtiero en 1060, Amico II lui succède comme seigneur de Civitate.

### Période moderne et contemporaine
Entre 1560 et 1570, environ 60 familles albanaises abandonnèrent le territoire de Civitate et construisirent un nouveau village sur les Colli Liburni voisines, appelé San Paolo du nom de l'ancienne chapelle qui y existait. L'autorisation pour la construction fut donnée au baron César Ier de Guastalla par la Chambre Royale de Sommaria (it) le 17 juin 1570. Les Albanais résidant à Torremaggiore s'y installèrent et en 1573, ils signèrent un contrat avec le seigneur féodal et après 1581, les derniers habitants albanais de Civitate arrivèrent. Le premier noyau, au nord de l'église de San Paolo, est fondé sur la longue place rectangulaire (actuellement Piazza XX Settembre, reliée en L avec Largo San Paolo) dominée par l'église de San Giovanni Battista et le palais Gonzaga.[8]
Le violent tremblement de terre de la Capitanata du 30 juillet 1627[9] détruisit presque entièrement la ferme, dont seuls restèrent debout l'église de San Paolo et le palais baronnial. Le fief passa à la famille Maffei en 1628 et à Giovanni Antonio Yvagnes en 1636. En 1640, le seigneur féodal André de Guastalla pourvoya à la reconstruction du fief, qui s'effectua selon un plan urbain rationnel basé sur un réseau routier à axes droits et fit construire le couvent et l'église de Sant'Antonio. En 1701, San Paolo passa au prince Enrico Imperiale, prince de Sant'Angelo dei Lombardi, pour passer à Cornelia Pallavicino en 1728 et, en 1751, à Placido Imperiale qui fonda la ville de Poggio Imperiale avec un groupe de colons albanais.[8 ]
Après l'unification de l'Italie, le 26 octobre 1862, pendant le mandat du maire Alessandro Petrucci, un arrêté royal donne à la commune de San Paolo son nom actuel pour la différencier des villes du même nom.[10] En 1875, elle comptait environ 2 000 habitants.[11]

## Administration
| Période                                  | Période | Identité | Étiquette | Qualité |
| ---------------------------------------- | ------- | -------- | --------- | ------- |
|                                          |         |          |           |         |
| Les données manquantes sont à compléter. |         |          |           |         |

### Communes limitrophes
Apricena, Lesina, Poggio Imperiale, San Severo, Serracapriola, Torremaggiore